# John Dill
El Mariscal de Camp Sir John Greer Dill, GCB, CMG, DSO (25 de desembre de 1881 – 4 de novembre de 1944) va ser un comandant britànic durant la I i la II Guerra Mundial, que tingué un paper significatiu en la formació de la relació especial entre el Regne Unit i els Estats Units.

## Biografia
Nascut a Lurgan, comtat d'Armagh, Irlanda el 1881, el seu pare era el director d'un banc local i la seva mare era originària de Kentucky. Assistí al Cheltenham College i a l'Acadèmia Militar Reial. El 8 de maig de 1901 rebé el despatx com a tinent de 2a al 1r Batalló del Regiment de Leinster, i destinat a Sud-àfrica per participar en la Segona Guerra Boer.

### Carrera Militar
Dill va ser nomenat adjunt del regiment el 15 d'agost de 1906, tot i que ja ho havia estat el 1902. Promogut a capità el 12 de juliol de 1911, va cursar a l'Acadèmia d'Estat Major de Camberley des de l'1 de febrer de 1913, romanent encara allà a l'esclat de la Primera Guerra Mundial. Va esdevenir Major de la 25a Brigada (8a Divisió) a França, on participa en la batalla de Neuve Chapelle. Al final de la guerra havia ascendit fins a brigadier i havia estat mencionat als Despatxos en 8 ocasions. Als Honors de Cap d'Any de 1918 va ser fet Company de l'Orde de Sant Miquel i Sant Jordi. A més, pel seu servei durant la Gran Guerra, rebé diverses condecoracions estrangeres, com la Legió d'Honor francesa, en rang d'Oficial; la Creu de Guerra belga o l'Orde de la Corona de Romania en rang d'Oficial.
Després de la guerra guanyà reputació com un dotat instructor de l'exèrcit. El 1929 va ser destinat a l'Índia i el 1930 va ser promogut a Major General, abans de tornar a l'Acadèmia d'Estat Major i després a l'Oficina de Guerra com a Director d'Operacions Militars i Intel·ligència, ocupant aquest càrrec fins a l'1 de setembre de 1936.
Dill va ser nomenat Comandant de les forces britàniques a Palestina el 8 de setembre de 1936, mantenint el càrrec fins al 1937, sent fet cavaller al 1937 amb els honors conferits arran de la coronació de Jordi VI. Va ser fet comandant de la guarnició d'Aldershot, però amb l'esclat de la II Guerra Mundial va haver de veure inicialment com oficials més joves eren promocionats per damunt d'ell. Vist com una mena de dinosaure i sabent que tant Churchill com el Ministre de la Guerra Leslie Hore-Belisha tenien una pobre opinió d'ell, va ser nomenat comandant del I Cos a França el 3 de setembre de 1939. L'1 d'octubre de 1939 va ser promogut a General, amb antiguitat de 5 de desembre de 1937, a les ordres del Cap de l'Estat Major Imperial William Ironside, pel llavors Primer Ministre Neville Chamberlain. El 27 de maig de 1940, després que Churchill substituís a Chamberlein al capdavant del govern, Dill va substituir a Ironside. Posteriorment, el 1940, Dill esdevingué Aide-de-Camp del Rei Jordi VI

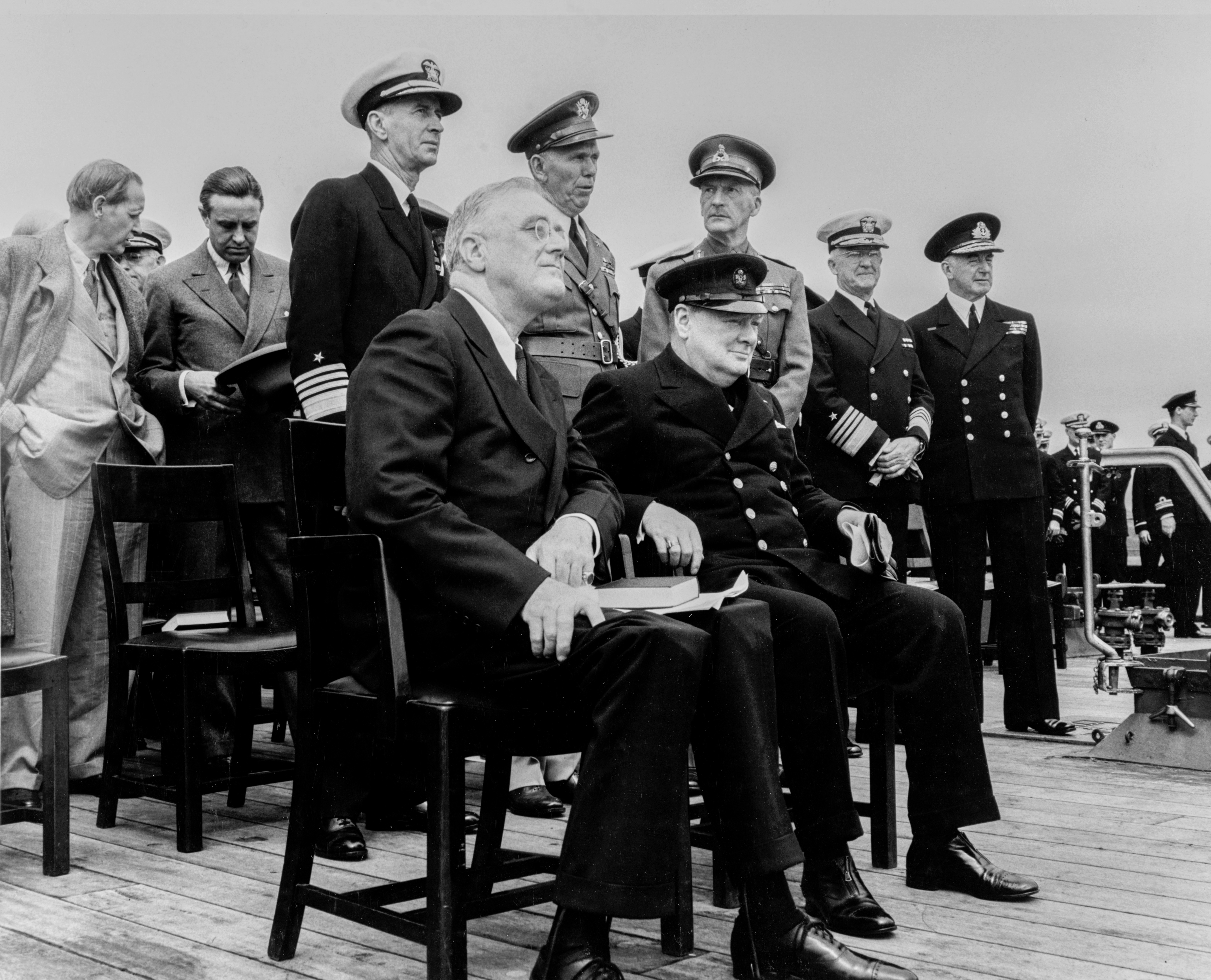
El Mariscal Dill a la Conferència de l'Atlàntic al 1941 (just al darrere de Churchill)

En aquells moments, Dill era el Cap de l'Estat Major General Imperial, i era clar la nul·la química existent entre ell i Churchill. Dill assolí una reputació de poc imaginatiu i obstruccionista. Va ser promogut a mariscal de camp el 18 de novembre de 1941, i enviat a Washington com a representant personal de Churchill el 1941, sent Cap de la Missió Conjunta Britànica d'Estat Major. Només el 1943 assistí a les Conferències de Quebec, a la de Casablanca i a la de Teheran, així com trobades a l'Índia, Xina i Brasil. També serví durant un breu espai de temps al comitè combinat dels Governs dels Estats Units i el Regne Unit per supervisar la construcció de la bomba atòmica.
Als Estats Units va ser molt important en la formació el Comitè de Caps d'Estat Major, que incloïa membres britànics i estatunidencs. Va ser molt amic del General Marshall, i ambdós van exercir una gran influència sobre Roosevelt, el qual va descriure a Dill com "la figura més important en el remarcable acord assolit en les operacions combinades d'ambdós països".

## Mort
Dill servi a Washington fins a la seva mort al novembre de 1944. El seu funeral va reflectir el gran respecte personal i personal, així com el gran afecte que havia aconseguit. Se celebrà un servei memorial a la Catedral de Washington, i la ruta del corteig va ser seguida per diversos milers de soldats fins al Cementiri Nacional d'Arlington, on se celebrà un simple servei.
El seu traspàs va ser molt sentit per la Junta de Caps d'Estat Major dels Estats Units, que van enviar un sentit missatge de condol als seus col·legues britànics:
Sentim que compartim amb vostès la pèrdua pel nostre esforç de guerra combinat per la mort del Mariscal de Camp Sir John Dill. El seu caràcter, la seva devoció a la causa aliada, van fer que la seva contribució a l'esforç de guerra combinat anglo-americà fos d'una gran importància. No és exagerar afirmar que probablement cap altra persona fos més responsable per aconseguir una completa cooperació en el treball de la Junta Combinada de Caps d'Estat Major.
... L'hem vist com un líder en les nostres deliberacions. Ha sigut un amic personal per a tots nosaltres...

Sentim amb vostès la pèrdua d'un soldat gran i savi, així com d'un gran cavaller. La seva feina en aquesta guerra ha estat ben feta. 
El 21 de novembre de 1944 va ser condecorat a títol pòstum amb la Medalla del Servei Distingit a l'Exèrcit, i rebé una resolució conjunta del Congrés dels Estats Units (sense precedents) apreciant els seus serveis.

## Carrera
- Tinent de 2a - 08/05/1901
- Tinent - 27/05/1903
- Capità - 12/07/1911
- Major - 08/05/1916
- Tinent Coronel - 01/02/1917-26/03/1918
- Coronel - 10/08/1920 (mitja paga 01/07/1922, paga sencera 01/09/1922)
- Brigadier - 01/06/1928-28/12/1928, 19/01/1929-23/11/1930
- Major General - 11/12/1930 (mitja paga 16/12/1930, paga sencera 08/01/1931)
- Tinent General - 13/04/1936 (mitja paga 01/09/1936, paga sencera 08/09/1936; mitja paga 20/09/1937, paga sencera 12/10/1937)
- General - 01/10/1939, antiguitat 05/12/1937
- Mariscal de Camp - 18/11/1941

## Condecoracions
- Gran Creu de l'Orde del Bany (1942)
  - Comandant de l'Orde del Bany (1937)
  - Company de l'Orde del Bany (1928)

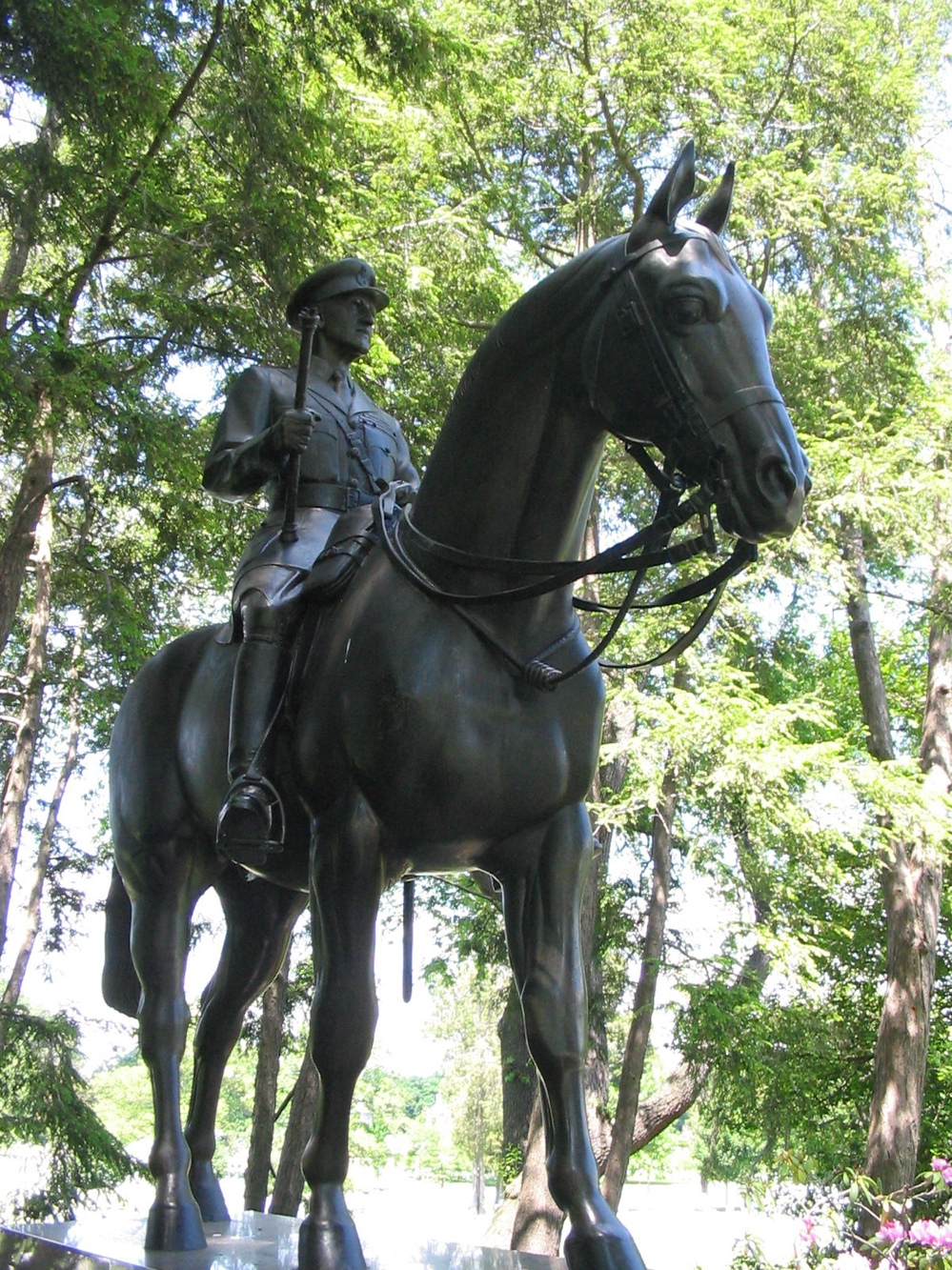
Estàtua de Sir John Dill sobre la seva tomba a Arlington

- Company de l'Orde de Sant Miquel i Sant Jordi (1 de gener de 1918)
- Orde del Servei Distingit (1915)
- 8 Mencions als Despatxos
- Medalla Britànica de la Guerra 1914-20
- Medalla de la Victòria 1914-1918
- Oficial de la Legió d'Honor (França) (11 de juliol de 1919)
- Creu de Guerra (França) (5 de març de 1920)
- Comandant de l'Orde de la Corona (Bèlgica) (19 d'agost de 1919)
- Creu de Guerra (Bèlgica)
- Oficial de l'Orde de la Corona de Romania (19 de setembre de 1919)
- Gran Creu del Reial Orde Noruec de Sant Olaf (26 de novembre de 1943)
- Gran Creu de l'orde Polònia Restituta (22 de juliol de 1941)
- Medalla del Servei Distingit a l'Exèrcit (Estats Units) (21 de novembre de 1944, a títol pòstum)